# Radegunde von Thüringen

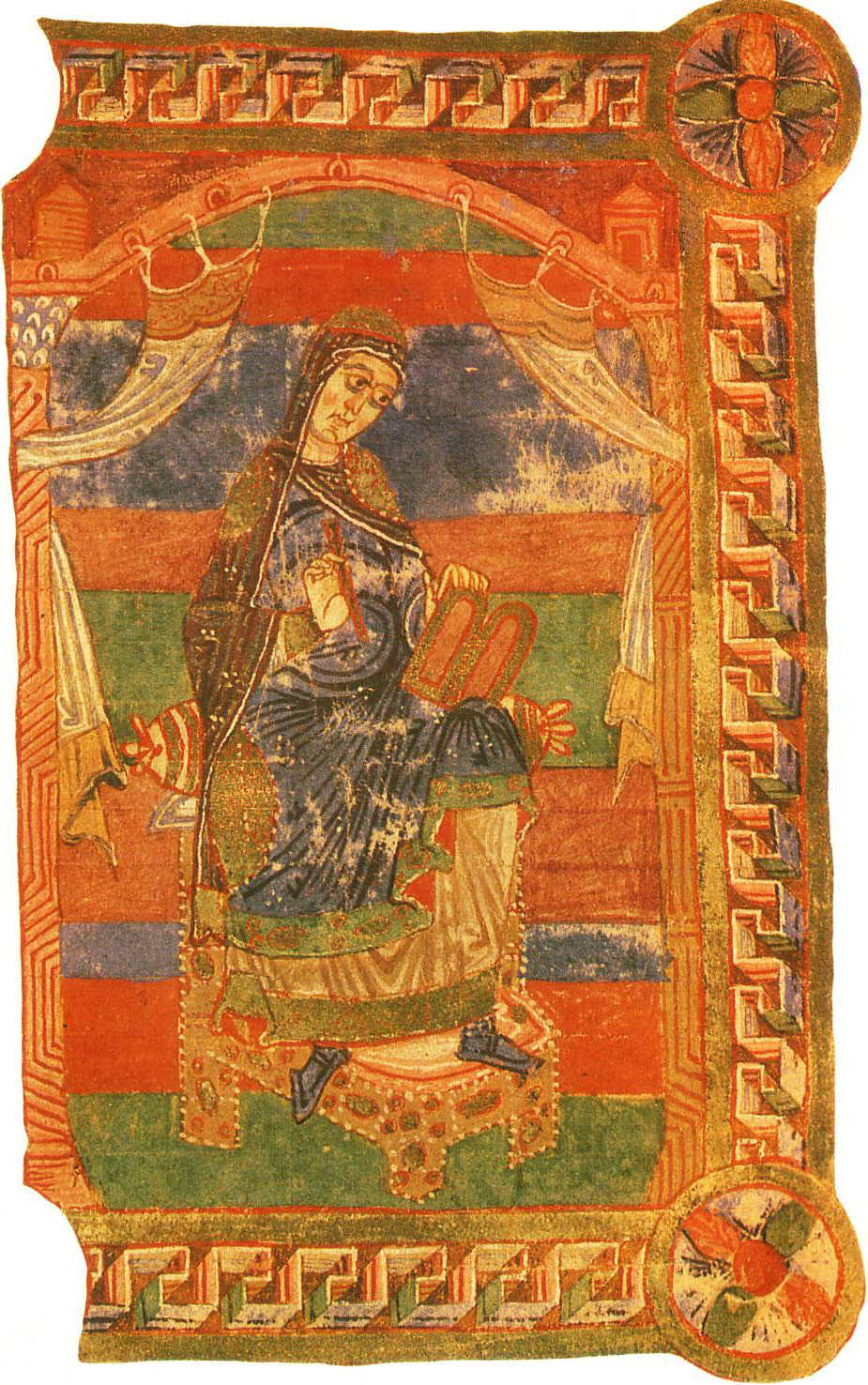
St. Radegundis, Handschrift des 11. Jh., Stadtbibliothek Poitiers

Radegunde von Thüringen (Radegund, Radegundis, frz. Radegonde; * um 520; † 13. August 587 in Poitiers) war die Ehefrau des fränkischen Königs Chlothar I. und Gründerin der Abtei Ste-Croix. Sie wird in der römisch-katholischen Kirche als Heilige verehrt und ist die Schutzpatronin der Weber und Töpfer sowie der Stadt Poitiers. Ihr kirchlicher Gedenktag ist der 13. August.

## Die Thüringer Prinzessin Radegunde
Radegunde war Tochter König Berthachars von Thüringen; ihre Mutter ist nicht bekannt. Ihre Eltern waren vor 531 verstorben. Radegunde wurde daher mit mindestens zwei Brüdern am Hof des Thüringer Königs Herminafried, ihres Onkels väterlicherseits, erzogen. Sie dürfte am Königshof eine standesgemäße Ausbildung erhalten haben. Herminafried war mit Amalaberga, der Nichte des Ostgotenherrschers Theoderichs des Großen, verheiratet, die in ihrer Kindheit in Italien gelebt hatte.

## Radegunde im Fränkischen Reich
Im Jahr 531 wurde die elfjährige Radegunde und ihr Bruder nach der Schlacht an der Unstrut, die die Thüringer gegen die Frankenkönige Theuderich I. und Chlothar I. verloren hatten, ins fränkische Vermandois in die königliche villa Athies bei Péronne an der Somme verschleppt. Hier wurde Radegunde christlich erzogen, lernte die lateinische Sprache, Lesen und Schreiben und nahm sich der Pflege, Ernährung und Unterweisung armer Kinder an.

## Königin der Franken
Um das Jahr 540 erzwang König Chlothar die Heirat mit Radegunde. Er hatte zuvor zwei der drei hinterlassenen minderjährigen Söhne seines Bruders Chlodomer eigenhändig umgebracht; auch hatte er bereits vier Frauen gehabt. Radegunde floh, wurde aber ergriffen und zurückgebracht. Die Hochzeit fand in Vitry (Artois) statt, die Ehe blieb kinderlos.
Als Königin lebte Radegunde am Hof in Soissons, laut ihren Vitae, sehr asketisch. Sie beschenkte die Kirche; bei Tisch ließ sie die Fleischschüsseln vorübergehen und sättigte sich mit Bohnen oder Linsen. Die Hofleute spotteten, der König habe eine Nonne zur Frau genommen. Sie bat den König auch um Begnadigung für zum Tode Verurteilte und widmete sich der Krankenpflege.
Ungefähr zehn Jahre später ließ Chlothar Radegundes Bruder ermorden. Daraufhin trennte sich Radegunde von Chlothar. Eine Scheidung der Ehe ist nicht belegt.

## Leben als Wohltäterin und Nonne

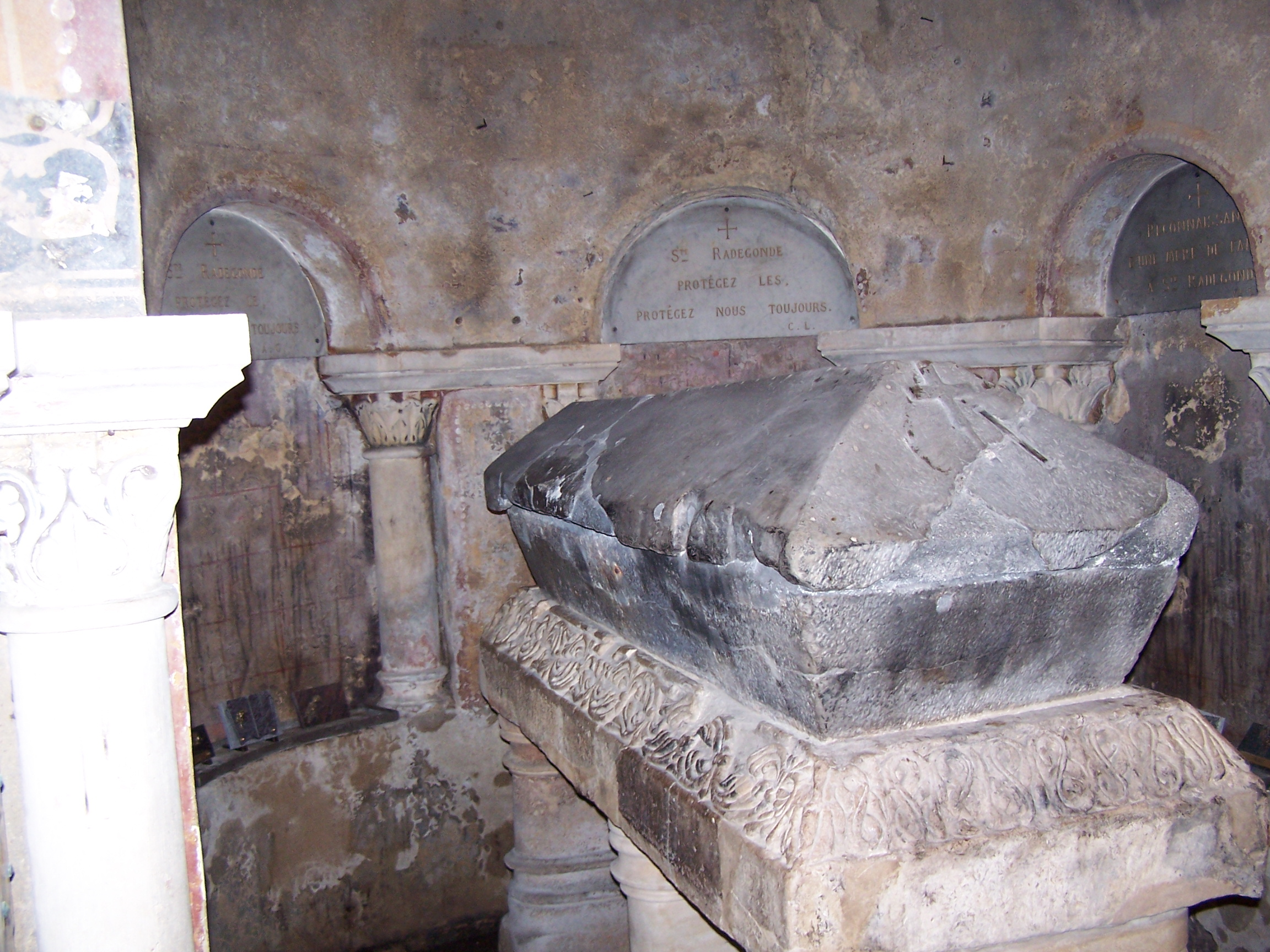
Der Sarkophag der Radegunde in Sainte-Radegonde

Sie floh nach Noyon, wo sie von Bischof Medardus von Noyon zur Diakonin geweiht wurde. Sie überließ ihr königliches Gewand der Kirche zu Noyon und verschenkte weiteren Besitz an die Armen. Anschließend setzte sie ihre Flucht nach Saix fort. Bereits hier versuchte Chlothar, sie zurückholen zu lassen.
Zwischen 552 und 558 gründete Radegunde in Poitiers das Kloster Sainte-Marie, deren Nonnen nach der Ordensregel lebten, die der heilige Caesarius von Arles für ein Nonnenkloster in Arles verfasst hatte. Der Klosterbau erfolgte aufgrund einer Stiftung Chlothars. Radegunde stattete das Kloster mit dauerhaften Einkünften aus, indem sie ihm mit Chlothars Erlaubnis alle die Güter übereignete, die ihr als Königin gehört hatten. Zweihundert junge Mädchen folgten Radegundes Aufforderung zum Eintritt. Sie setzte ihre Ziehtochter und Freundin Agnes zur gewählten Äbtissin ein, deren Weihe erfolgte durch Germanus von Paris. Radegunde soll sich der Überlieferung zufolge im Kloster oft die niedrigsten Dienste ausgesucht haben. Sie übernahm auch die Krankenpflege. Sie versammelte Arme und Kranke im Badehaus des Klosters; auch Aussätzige wusch sie selbst. Radegunde gilt daher als Schutzheilige gegen die Krätze. Das Kloster war in dieser Zeit das bedeutendste Frauenkloster des Frankenreiches. Radegunde stand unter anderem in Verbindung mit dem Bischof Gregor von Tours, der auch ihre Beisetzung leitete.
Als Chlothar nochmals versuchte, Radegunde zurückzuholen, bat sie Bischof Germanus von Paris um Vermittlung. Mit dem Tod Chlothars um 561 wurde das Frankenreich unter seinen vier Söhnen aufgeteilt, von denen sich Radegunde den weiteren Fortbestand des Klosters rechtlich absichern ließ. Schutz und Beistand für ihr Lebenswerk erbat sie auch von den Bischöfen Galliens, die ihr diesen Schutz um 575 zusicherten.
Im Jahr 565 reiste der Schriftsteller, Dichter und Priester Venantius Fortunatus nach Gallien und blieb in Poitiers. Zehn Jahre lang lebte er hier als Radegundes vertrauter Freund. Durch Briefe und Reisen nahm er gegenüber Königen und Würdenträgern die Interessen des Klosters wahr.
Vier Jahre später sandte der byzantinische Kaiser Justin II. auf Radegundes Bitte einen Splitter vom Heiligen Kreuz an das Kloster. Radegunde benannte hierauf das Kloster in Abtei vom Heiligen Kreuz um. Venantius Fortunatus verfasste zum Dank ein langes Lobgedicht an das Kaiserpaar.
Am 13. August 587 starb Radegunde und wurde auf ihren Wunsch in der Grabkirche Sainte-Marie-hors-les-Murs des Heilig-Kreuz-Klosters bestattet, die schon bald den Namen Sainte-Radegonde trug.

## Verehrung

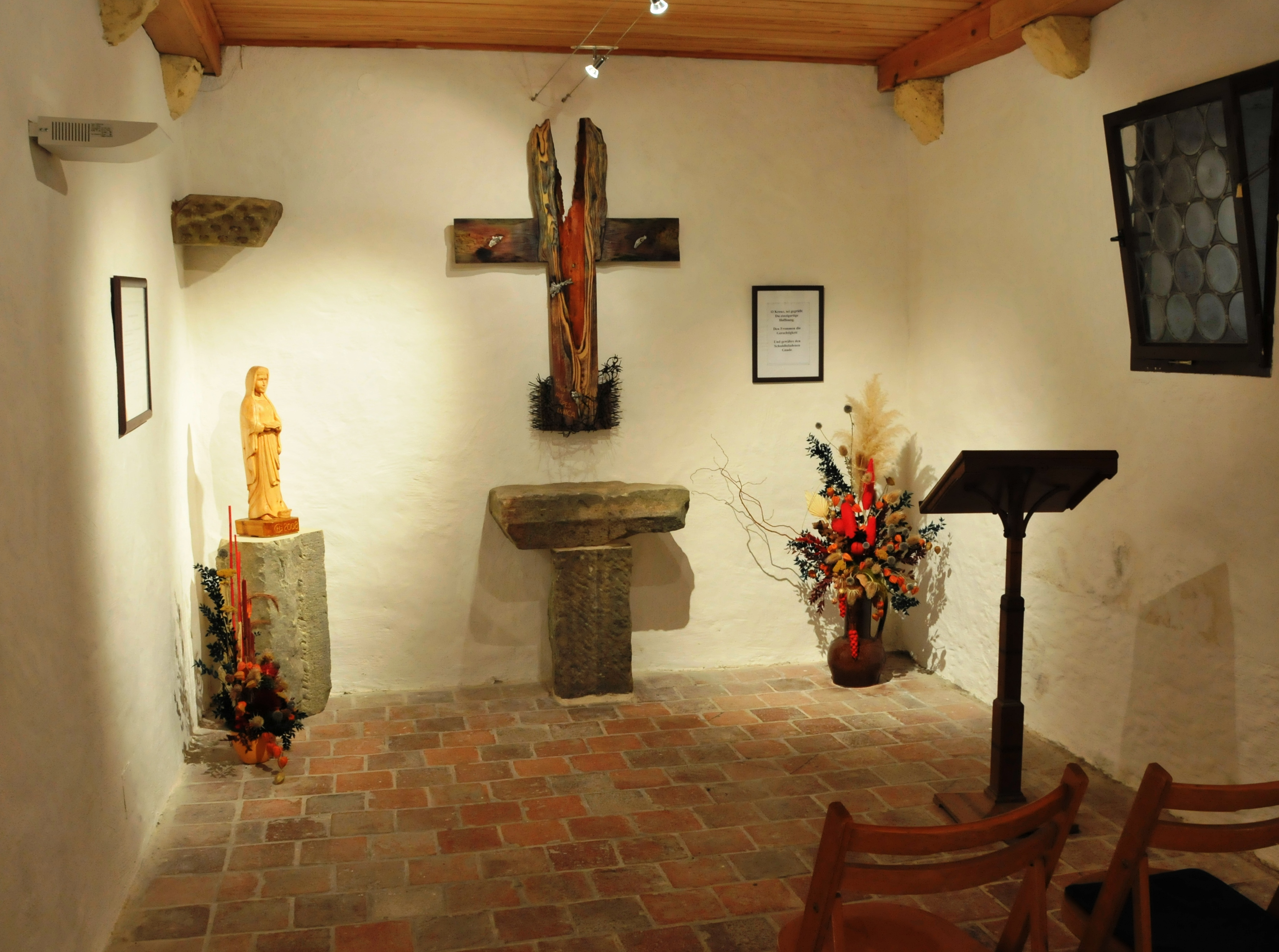
Radegundiskapelle St. Lukas in Mühlberg

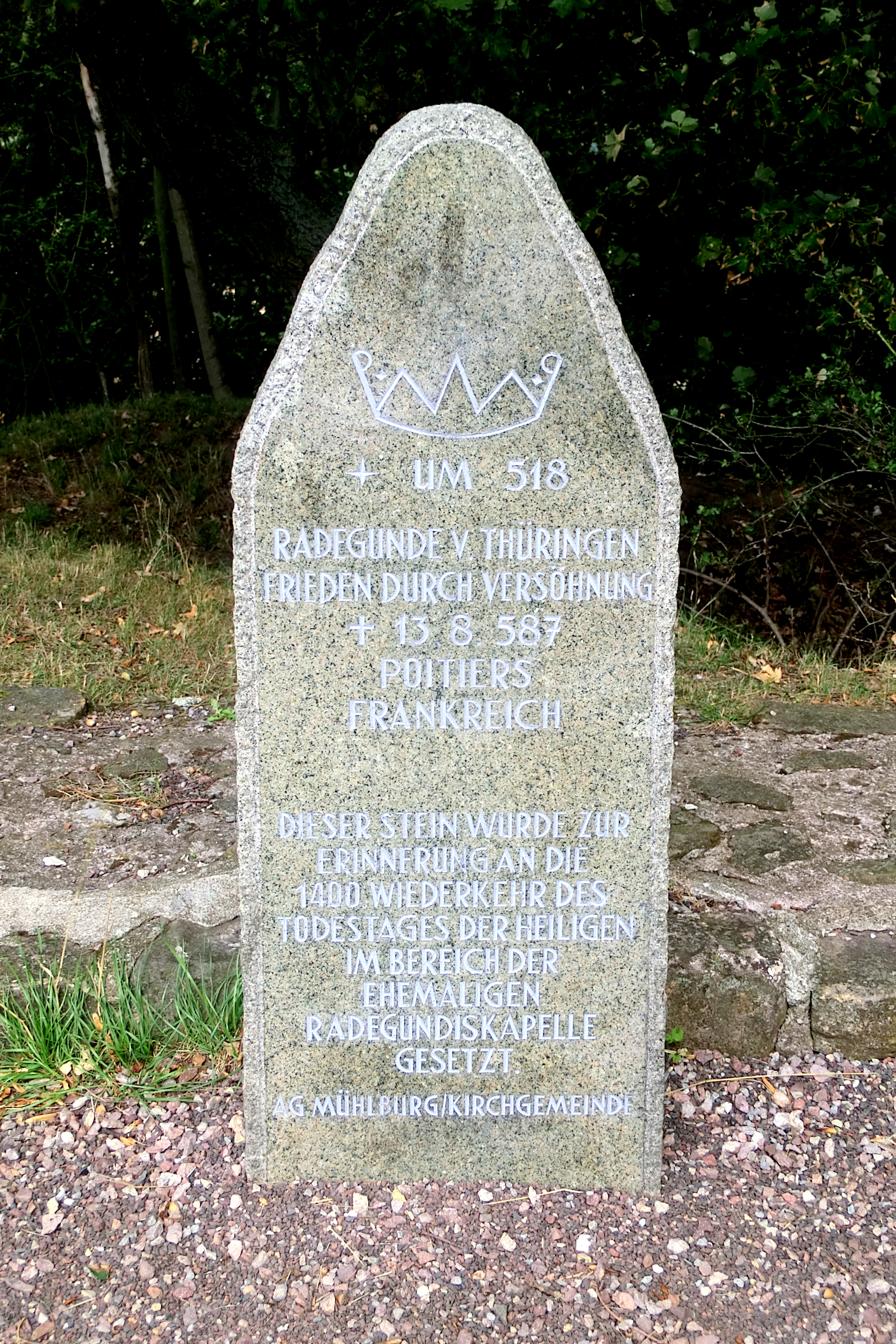
Gedenkstein für Radegunde an der Mühlburg

Bald nach dem Tode Radegundes verfasste Venantius Fortunatus eine erste Lebensgeschichte, die eine wichtige Quelle ist. Eine weitere Vita entstand kurz nach 600 und wurde von der Nonne Baudonivia der Abtei vom Heiligen Kreuz verfasst.
Nach ihrem Tod verbreitete sich ihr Ruf als Heilige rasch im ganzen Reich. In Frankreich wurden ihr etwa 150 Kirchen geweiht, später auch in England, Österreich, Belgien, Italien, Kanada und im Kongo.
In ihrer Heimat gab es nur drei Kirchen oder Kapellen mit dem Patrozinium der hl. Radegundis, so z. B. die Kapelle bei der Mühlburg im thüringischen Mühlberg, an die innerhalb der Grundmauern heute noch ein Gedenkstein erinnert. In Niedersachsen weihte im Jahre 1057 Adalbert von Bremen die Wiefelsteder Kirche Johannes dem Täufer sowie der Radegunde.
Im Mai 1562 schändeten Hugenotten Radegundes Grab. Sie sprengten den Sargdeckel und verbrannten einen Teil der Gebeine. Ein Teil der Reliquien wurde gerettet und wieder in den Sarkophag eingeschlossen. Bis heute ist ihre Grabstätte ein Wallfahrtsort.
Anlässlich des 1300. Todestages Radegundes im Jahre 1887 stiftete Papst Leo XIII. eine goldene, mit Edelsteinen geschmückte Krone, die der Statue der Heiligen im Dom von Poitiers aufgesetzt wurde. An der Kapelle an der Mühlburg wurde zu ihrem 1400. Todestag ein Gedenkstein errichtet.
Radegunde ist Patronin des Jesus College in Cambridge.